# 엔니 루카얘르비
엔니 에리카 루카얘르비(핀란드어: Enni Eriika Rukajärvi, 1990년 5월 13일~)는 핀란드의 스노보드 선수로 주 종목은 슬로프스타일과 빅에어이다. 2014년 동계 올림픽 여자 슬로프스타일 은메달, 2018년 동계 올림픽 여자 슬로프스타일 동메달을 획득했다. 또한 2011년 세계 선수권 대회 슬르포스타일 부문에서 우승을 차지했다.

## 성적

### 올림픽
| 년도 | 대회일   | 장소                  | 종목         | 결과 | 메달 |
| ---- | -------- | --------------------- | ------------ | ---- | ---- |
| 2014 | 2월 9일  | 러시아 소치           | 슬로프스타일 | 2위  |      |
| 2018 | 2월 12일 | 대한민국 평창         | 슬로프스타일 | 3위  |      |
| 2022 | 2월 6일  | 중화인민공화국 베이징 | 슬로프스타일 | 7위  |      |